# Iiasつくば
iias TSUKUBA（イーアスつくば）は、茨城県つくば市研究学園五丁目に所在する、大和ハウス工業株式会社が運営する郊外型の複合型ショッピングセンターである。首都圏新都市鉄道つくばエクスプレス研究学園駅北側に立地する。
コンセプトは「家族想いのショッピングセンター」、キャッチコピーは「すべてのあなたに、いい明日を」。

## 概要
2008年（平成20年）10月31日にグランドオープンした。同日に行われたオープニングセレモニーでは茨城ゴールデンゴールズのメンバーと当時監督だった萩本欽一が出席したほか、同日18時にはクリスマスイルミネーションの点灯式が実施された。
敷地面積は43,978坪で、つくばエクスプレス沿線最大の大型複合商業施設である。研究学園葛城地区として開発の進むつくば市研究学園に建設された。「インモール」（屋内）と「アウトモール」（屋外）に核テナント10店舗、モール専門店211店舗の計221店舗が入居する。医療機関・銀行・カルチャー教室・結婚式場などが入るほか、茨城県域ラジオ局「LuckyFM茨城放送」（かつてはコミュニティ放送局「ラヂオつくば」）のサテライトスタジオ、介護・福祉用自立支援ロボットスーツ「HAL」の研究・開発を手がけている介護ロボットメーカー・CYBERDYNEの「CYBERDYNE STUDIO」（サイバーダインスタジオ）などを併設する。
土日の昼間を中心に慢性的な混雑となっており、周辺道路まで渋滞することも多い。駐車場は現在全台無料解放を継続中だが、予告なく終了する場合があると公式サイトに明記されている。

## 主要テナント

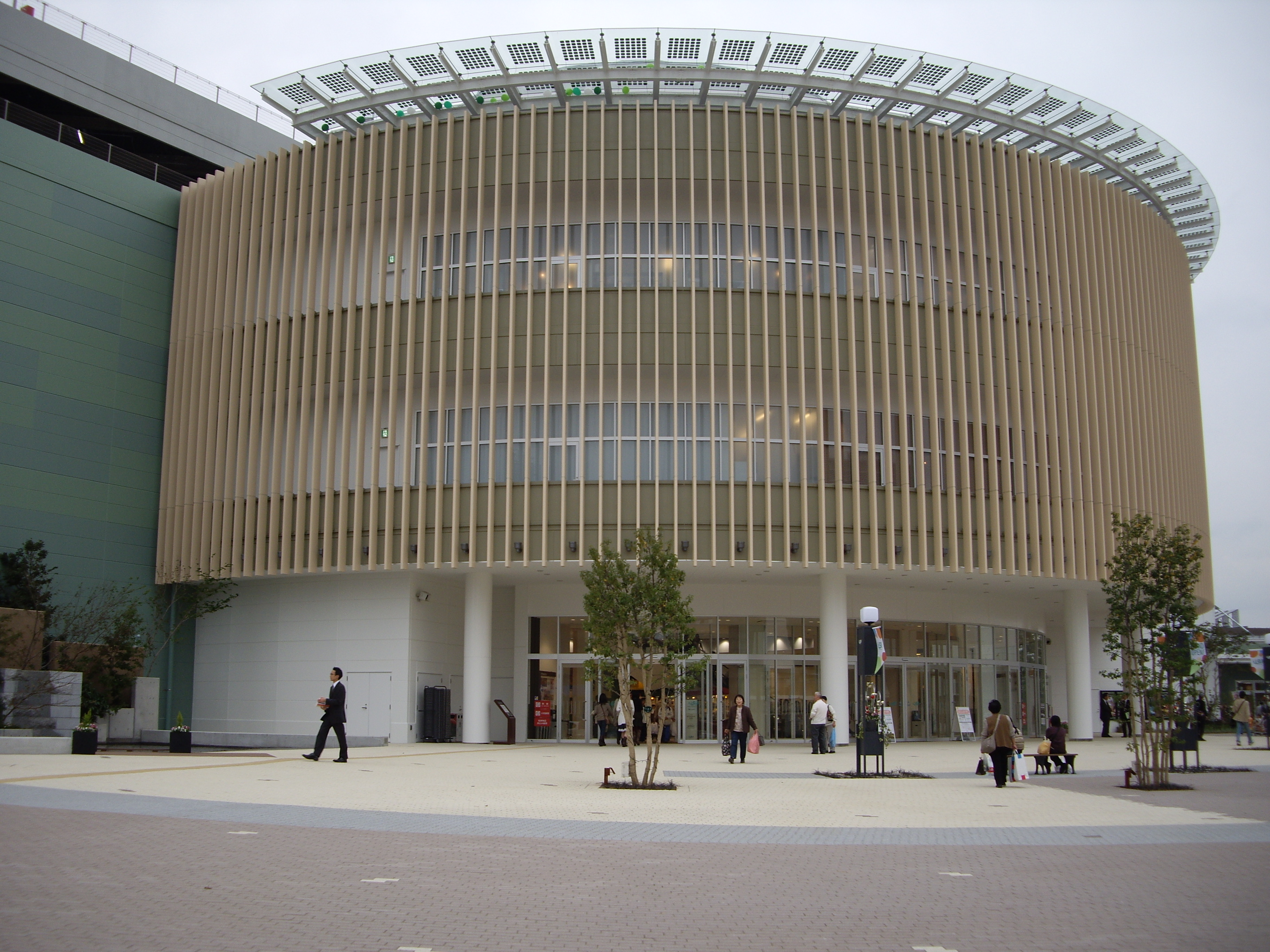
メインコート入口

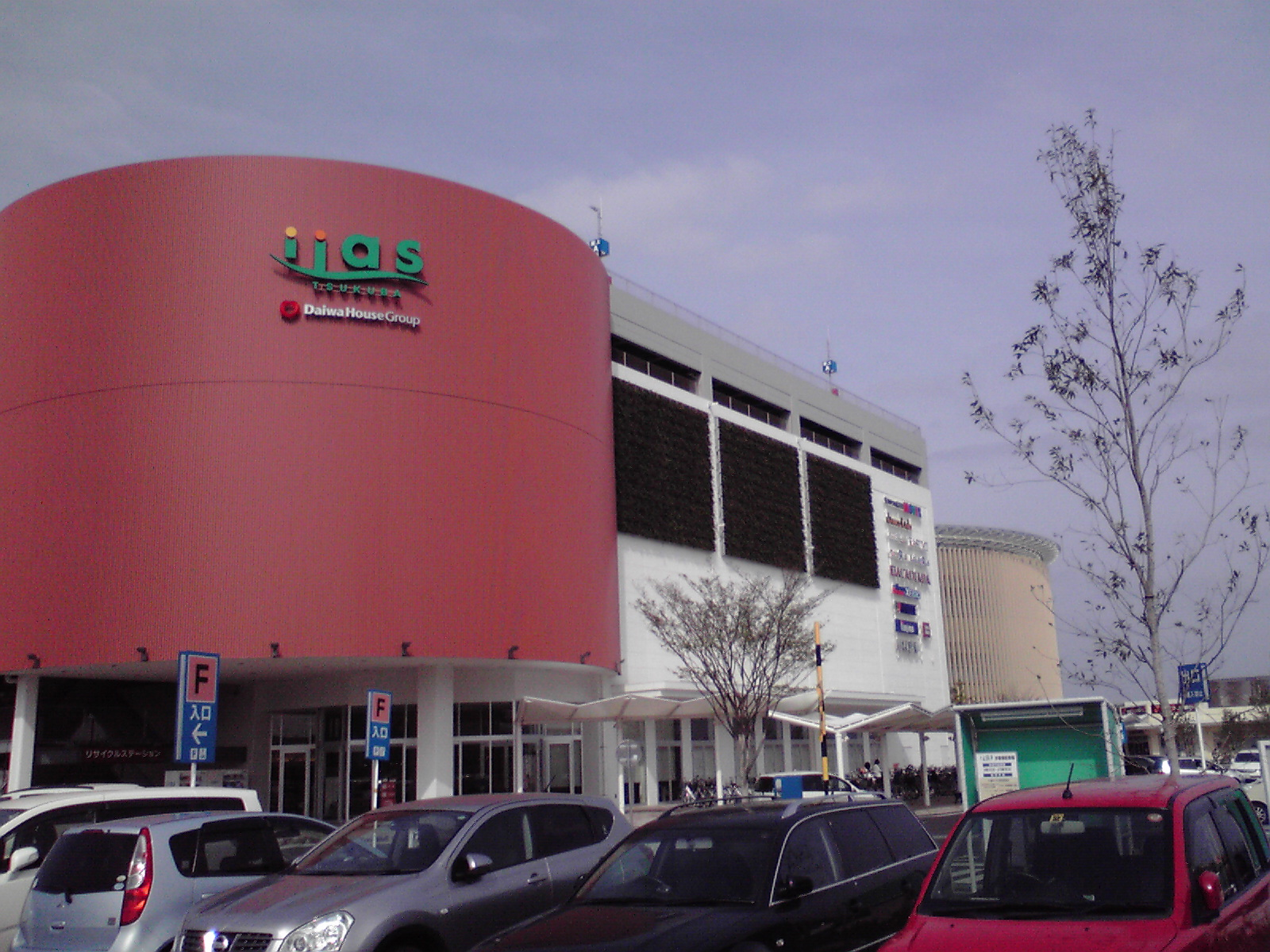
Food SQUARE KASUMI側

スーパーマーケットのカスミや、シネマコンプレックスのMOVIXつくばなどが入居している。

## 沿革
- 2008年（平成20年）
  - 10月29日・30日 - 試験開業（プレオープン）。
  - 10月31日 - 正式開業（グランドオープン）。
- 2018年（平成30年）3月3日 - 敷地内に立体駐車場がオープン。周辺道路の渋滞緩和のため市役所や警察等が事業者主体による対策を求めていた。

## 交通アクセス

### 鉄道
- 首都圏新都市鉄道つくばエクスプレス研究学園駅北口より徒歩4分。

### 路線バス
- つくバス
  - 作岡シャトル・吉沼シャトル・谷田部シャトル・上郷シャトル「研究学園駅」停留所より徒歩4分。

### 自動車
- 圏央道つくば中央ICより、サイエンス大通りを北上3km。
- 常磐自動車道谷田部ICより、サイエンス大通りを北上7km、桜土浦ICより11km。

## テレビ番組
- 日経スペシャル ガイアの夜明け ショッピングセンター戦国時代～復活なるか“小売りの覇者”～（2009年4月14日、テレビ東京）[1]。- 大和ハウス工業のSC運営を取材。